# 보스턴 마라톤 폭탄 테러
보스턴 마라톤 폭탄 테러(영어: Boston Marathon bombing)는 2013년 4월 15일 미국 매사추세츠주 보스턴에서 개최된 2013 보스턴 마라톤에서 결승선 직전에서 두개의 폭탄이 터져 관중들과 참가자 및 일반 시민들을 다치게 한 사건이다. 사제 폭발물이 현지 시각 오후 2시 50분경에 (12일 03:50 KST) 보일스턴 가에 있는 코플리 광장 근처 결승선 직전에서 폭발하였고 이 사건으로 3명이 사망하고 최소 183명이 부상당했다. 미국 FBI는 즉시 조사에 들어갔고, 4월 18일 용의자 두 명의 사진과 비디오 영상을 공개했다.

## 폭발

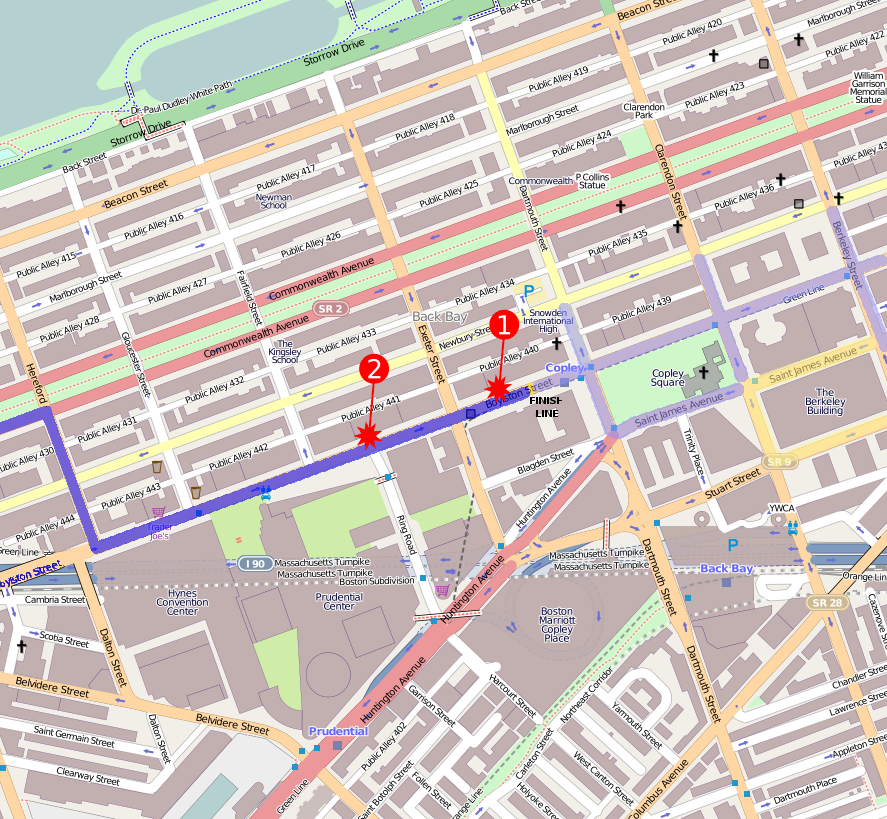
첫 번째 (오른쪽)와 두 번째 폭발 (왼쪽)이 일어난 곳을 나타내는 지도.

2013년 4월 15일 월요일, 보스턴 마라톤은 계획대로 진행되고 있었고 테러의 조짐은 보이지 않았다. 폭발이 일어나기 전 행사 관계자들이 결승선 주변을 두 번 둘러보았으며 마지막으로 둘러보았을 때에는 폭발이 일어나기 한 시간 전이었다. 사람들은 결승선을 통과하고 바로 집에 갈 수 있었고 소지품 반입이 가능했었던 것으로 파악되었다.

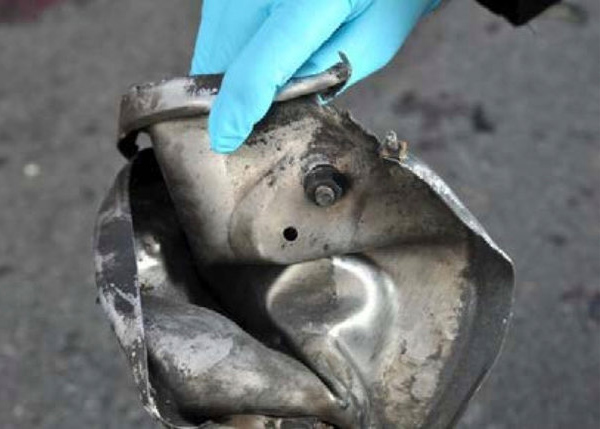
2013년 보스턴 마라톤 폭발 사건에 사용된 압력솥 폭탄

미 동부 시간으로 2시 50분경, 두 폭탄이 보일스턴 가에 있는 코플리 광장 근처 결승선 직전에 폭발하였다. "압력솥 폭탄"으로 일컬어지는 사제 폭탄물로, 압력솥, 폭탄물, 금속물과 볼 베어링으로 이루어진 폭탄물이 배낭 속에 감춰있었다. 전직 뉴욕 경찰국 폭발물 처리반 직원은 사진 자료를 보고 나서 설치된 폭탄 중 하나는 제대로 작동되지 않았던 것으로 미루어진다고 밝혔다.
폭탄은 170m 간격을 두고 첫 번째는 결승선 직전의 보일스턴 가 671번지 "마라톤 스포츠" 체인점에서 터졌고 두 번째는 결승선에서 한 블록 서쪽으로 떨어져있는 곳에서 터졌다. 결승선에서 바라본 동영상에 따르면 첫 번째 폭발이 일어나고 12초만에 두 번째 폭발이 일어났는데, 첫 폭발이 일어날 당시 결승선의 시각은 4시간 9분 43초를 가리키고 있었고 이 때는 한창 마라톤 완주자들이 들어오고 있던 때였다.
마라톤 우승자들은 약 두 시간 전에 결승선을 통과하였으며 결승선에는 다른 선수들이 완주하고 있었다. 인근 상점의 유리는 산산조각이 났고 건너편에 있는 보스턴 시립 도서관의 3층 창문이 폭발로 훼손되었다.

## 피해

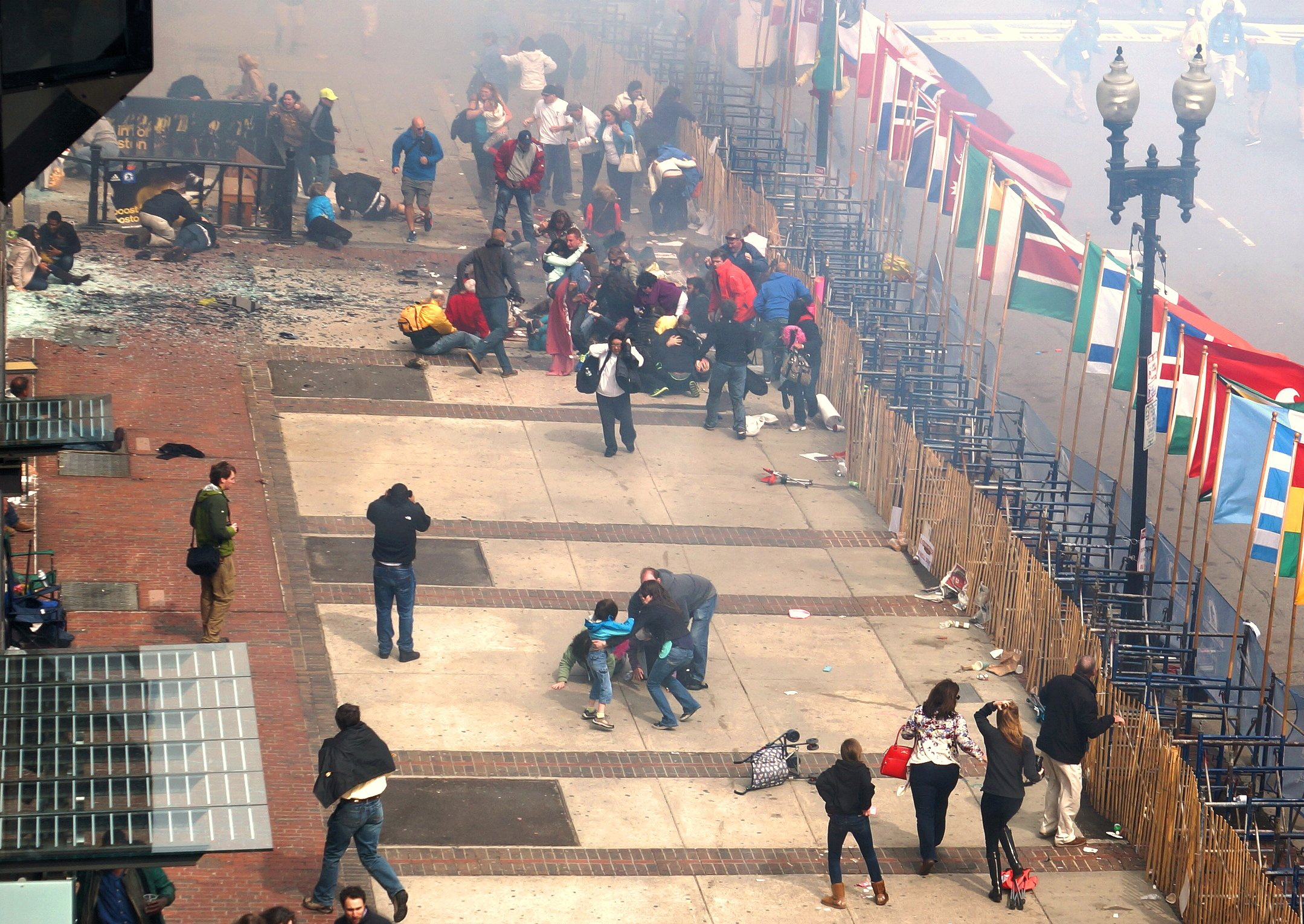
폭발 직후 현장의 모습

폭발로 세 명이 숨졌고 사망자 중 한 명은 8살 남자 아이인 마틴 리처드였다.나머지 2명은 29세 여성 크리스틀 캠벨과 보스턴대 대학원 석사과정에 재학 중이던 중국인 유학생 뤼링쯔(吕令子)로 확인됐다.
4월 18일 오후 10시 48분에는 27세의 MIT 경찰관이던 숀 컬리어(Sean A. Collier)가 테러범에 의해 경찰차에서 습격당해 사망했다.

### 부상자
인근 병원에서는 많은 부상자들이 치료를 받았다.
사고당시 병원 여덟 곳에 중상자 15명 포함 최소 124명이 입원했다. 100명이 넘는 부상자들이 보스턴 곳곳의 병원으로 이송되어 치료를 받았으며 이 중 29명은 매사추세츠 종합병원 응급실로, 9명은 터프츠 뉴잉글랜드 의료센터로, 20여명이 브리검 여성병원으로,, 10명이 보스턴 소아병원으로, 20명이 보스턴 의료센터로 이송되어 치료를 받았다. 부상자 중에서 10명 이상은 팔다리에 부상을 입었으며 이 중에서는 다리를 다친 보스턴 경찰관도 포함되어 있었다.

## 폭발물 추가 발견
폭발 이후, 현장 인근에서 수상한 포장물이나 가방이 줄곧 발견되었으며 보스턴 경찰 폭발물 처리반은 이후 발견된 포장물 중 하나를 보일스턴 스트리트 600블록에서 폭파하였다. 또한 경찰 당국은 보스턴 지역에서 5개의 폭파하지 않은 폭발물을 추가로 발견했으며 이에 대한 조사가 이루어지고 있다고 하였다.

## 대응
보스턴 마라톤은 폭발 이후 돌연 중단되었고 비상 대처 방안에 따라 남은 참가자들을 보스턴 코먼이나 켄모어 광장으로 우회 조치하도록 하였다. 인근에 있는 레녹스 호텔도 비상 탈출하였으며 매사추세츠 교통국의 지하철과 버스 운행도 일부 중단되었다. 군 당국과 보스턴 시에서 지원차 폭발 현장에 방문하였고 폭발물 감지 요원 또한 주변을 수색하였다.
또한 미국 연방항공청은 보스턴 상공을 비행 금지구역으로 지정하고 보스턴 로건 국제공항으로의 착륙을 금하였다. 미국 법무부 장관 에릭 홀더는 미국 법무부가 이 폭발 사건을 조사하는 데 필요한 모든 자원을 총동원할 것이라고 밝혔다. 뉴욕에서는 테러 대비 차량이 맨해튼 주요 지점에 배치되었고 뉴욕 경찰국은 호텔과 다른 지점에서의 보안 수준을 더욱 높였다. 워싱턴 D.C.에서도 경계 수준이 더욱 높아졌고 백악관은 일부 대피하기도 하였으며, 미국 비밀검찰국은 펜실베이니아 애비뉴를 통제하기도 하였다.

## 재판
2014년 9월 24일 연방 판사인 조지 오툴이 재판이 2015년 1월 5일에 시작한다고 발표했다. 이는 계획보다 2달 늦은 것인데 증거를 더 확보하기 위해서였다.
2015년 5월 15일 1심에서 조하르 차르나예프에게 사형이 선고됐다.
하지만 2020년 2심 재판에서는 조하르 차르나예프에게 종신형으로 감형되었다.
2022년 미국 연방 대법원에서 조하르 차르나예프에게 최종적으로 사형이 선고되었다.